# Loge Salomo
Loge Salomo is een Nederlandse vrijmetselaarsloge, opgericht in 2014 in Amersfoort. Zij is gehuisvest in het logegebouw Jacob van Campen. Zij werkt als broederschap onder het Grootoosten der Nederlanden. De naam verwijst naar koning Salomo en vooral naar de door hem gebouwde tempel in Jerusalem. Deze, lang geleden verwoeste, tempel is het symbool van het streven van de vrijmetselarij.

## Logegebouw
De eerste vrijmetselaarsloge die in Amersfoort in 1875 werd opgericht is genoemd naar bouwmeester Jacob van Campen en is nog steeds onder die naam actief. In 1875 kocht zij een voormalige synagoge in de binnenstad van Amersfoort om als werkplaats te dienen. In 1900 liet men een nieuw gebouw oprichten met als doel daarin de werkzaamheden te kunnen uitvoeren. Architect W. van Schaik tekende de bouwplannen voor het inmiddels monumentale pand aan de Van Persijnstraat. Ten tijde van de bouw was de omgeving nog volkomen onbebouwd en daardoor was het mogelijk het gebouw te oriënteren op het oosten. Dit heeft een symbolische betekenis binnen de vrijmetselarij. Het pand is eigendom van een stichting, die het onderhoud en exploitatie verzorgt. Het gebouw wordt ook gebruikt door de loges Jacob van Campen, Spectrum, 'Thorhem', 'Eemland', en 'Blazing Star'.

## Oprichting
In 2013 werd op initiatief van een aantal broeders uit loge 'Jacob van Campen' besloten een nieuwe loge op te richten. De moederloge 'Jacob van Campen' was inmiddels te groot geworden naar hun zin. Momenteel telt de loge ruim 20 leden die de 2e en 4e dinsdagavonden van de maand samenkomen voor comparities en rituelen in het logegebouw te Amersfoort. Op andere dinsdagavonden worden wel contactavonden bij leden thuis gehouden.